# Арсланай-мурза
Арсланай-мурза (Араслан Дивеев мурза, Арослан, Арсланай Дивеев, Арасланай) (? — 1594/1595) — бий Мансурульской орды и мангытский карачи-бек (1584—1595), второй сын Дивей-мурзы. Потомок знаменитого правителя Золотой Орды Едигея, основателя Ногайской орды.

## Биография
Был женат на дочери крымского хана Девлета I Герая.
В 1572 году мангытский бей Дивей-мурза принял участие в крупном походе крымского хана Девлета I Герая на Русское государства, во время которого был взят в плен в битве при Молодях. После пленения Дивея новым беем Мансуров стал его старший сын Есиней-мурза (1572—1584). В 1584 году оба брата участвовали в набеге на Верховские земли. Тогда как Есиней-мурза неудачно осаждал Белёв, Арсланай-мурза разорил ряд верховских уездов, однако потерпел поражение в битве на Выссе, утратив весь полон.
Во время междоусобицы в Крымском ханстве братья Есиней и Арсланай поддерживали законного хана Мехмеда II Герая в его борьбе с братьями. В 1584 году крымский хан Мехмед II Герай потерпел поражение от турецкого ставленника Исляма II Герая и бежал за Перекоп, но по пути он был схвачен и убит калгой Алпом Гераем. Царевичи Саадет Герай, Мурад Герай и Сафа Герай, сыновья Мехмеда II, продолжили борьбу и стали собирать войско в ногайских улусах. Братья Есиней и Арсланай Дивеевы отправились вместе с Саадетом Гераем и его братьями.
В том же 1584 году Саадет II Герай с братьями и большим ногайским войском вступил в Крым и занял Бахчисарай, где был провозглашен новым крымским ханом. Его дядя-соперник Ислям II Герай бежал в Кафу, обратившись за помощью к османским властям. Получив подкрепление из Турции, Ислям II разгромил в битве на реке Индол татарско-ногайское войско Саадета Герая. В этом бою погиб глава мансуров Есиней-мурза. Саадет Герай с братьями и соратниками бежал из Крыма в Большую Ногайскую Орду. Вместе с ними находился новый глава мансуров Арсланай-мурза.
Весной 1588 года после смерти Исляма II Герая новым крымским ханом был провозглашен его брат Бора Газы Герай (1588—1607). Новый хан отправил гонцов к своим племянникам Мураду Гераю и Сафе Гераю, предложив им вернуться к Крым. В июне того же года царевич Сафа Герай прибыл в Крым, где был с почестями встречен самим ханом и другими родственниками. Вслед за ним прибыли его союзники, мангытские, ширинские и яшлавские мурзы со своими подданными. Арсланай-мурза вернулся во главе 10-тысячного ногайского войска. Вскоре калга Селямет Герай и ширинский бей Али, опасаясь расправы со стороны Сафы Герая и Арсланая, бежали в Кафу.
В 1591 году под руководством Арсланай-мурзы находилось до 17 тысяч подданных.
Зимой 1594/1595 года Арсланай-мурза погиб во время венгерского похода. После гибели Арсланая крымский хан Газы II Герай назначил беем мангытов его сына Мехмеда.
Одним из сыновей Арсланай-мурзы был основатель Буджацкой орды Кантемир-мурза.